# 1チップMSX

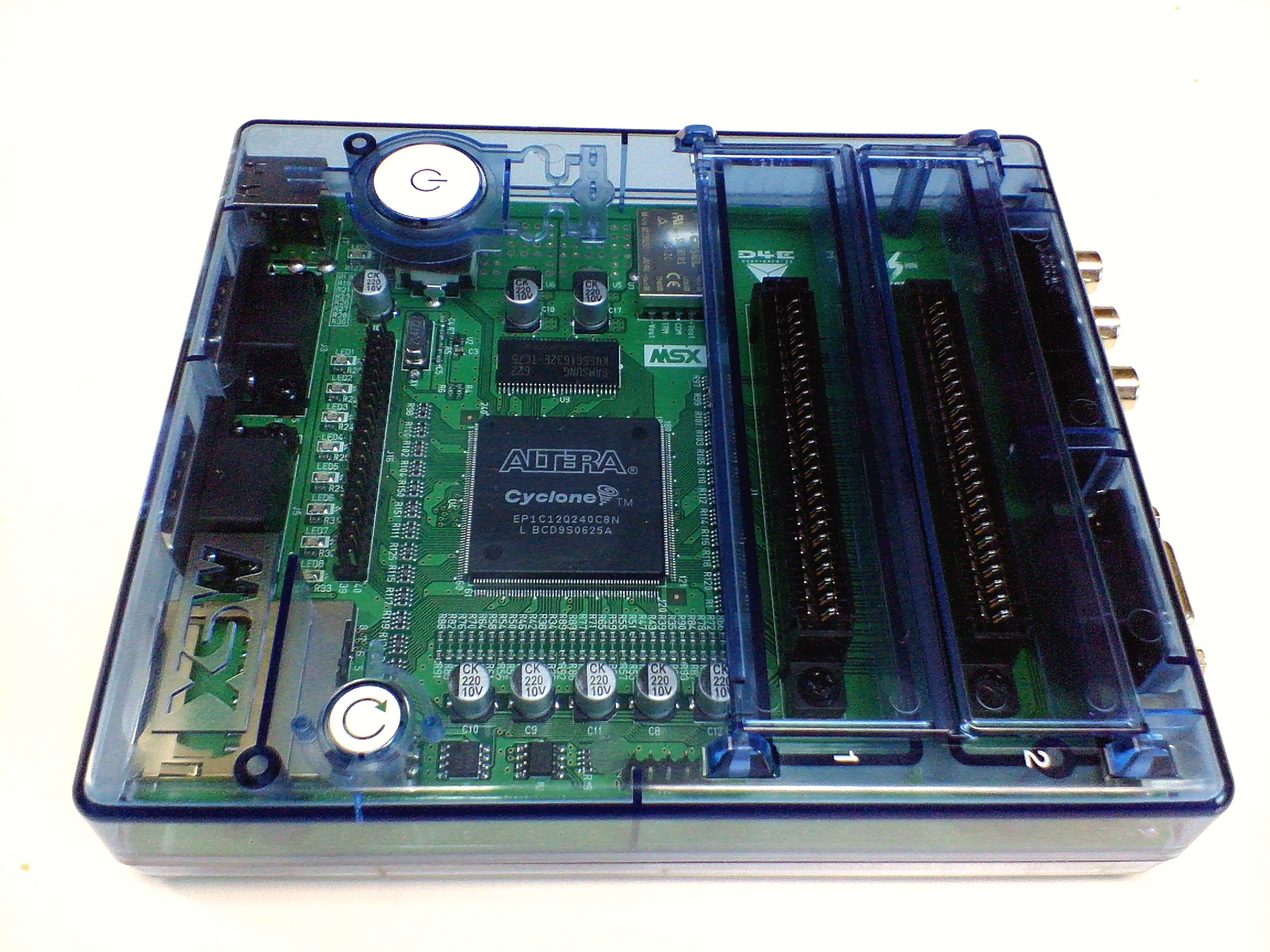
1Chip MSX

1chipMSX（ワンチップ エムエスエックス）とは、MSX2規格をFPGA（Field Programmable Gate Array）上で再現したハードウェアエミュレーターである。
出荷時の設定ではMSX2相当の回路になっており、MSXパソコンのように使える。

## 歴史
同人サークルの似非職人工房が手掛けていた、MSXを周辺チップも含めて1チップ化する似非プロジェクトが先駆けである。その後MSXアソシエーションに引き継がれ、FPGAを使用したアーキテクチャへの変更が行われた。
当初はMSX1相当1スロット機の仕様で製品化が検討され、アスキーのWEBサイト上にて2005年5月20日より同年8月20日まで予約注文が行われた。なお、MSXの提唱者の一人だった西和彦は「5000台の予約数に満たなかった場合には、自分のポケットマネーで不足分を全部買ってでも発売してみせる!」と宣言していた。しかし、予約数が最低目標の5000に満たなかったため、8月26日、アスキーによる製品化は見送られた。
2006年8月11日にMSX2相当の仕様に改められた試作機が一般公開され、同年11月に発売された。発売元はD4エンタープライズ、価格は20790円。5000台の限定生産で、2008年9月に完売し販売を終了した。販売は通販で行われたほか、実店舗で扱っている店も存在した。
2011年10月15日に修理、サポートを終了している。

## 仕様
本体は上面に拡張スロットを2つと電源・リセットスイッチを、手前にジョイスティック端子2つなどを配し、カートリッジ使用ゲーム機のような見た目をしている。筺体はブルーのスケルトン仕様で、外からアルテラのFPGAチップを確認することができる。
FPGAにはアルテラのCycloneを採用し、チップ自体には21.48MHzが供給されている。CPU速度は3.58MHzの他、非公式設定で10.74MHz相当にも変更可能。
メインRAMは1Mバイト、VRAMは128Kバイト。また、実機では乾電池で保持されていたRTCの時刻、SDRAMに保持される内容等は電源断と共に消失する。
拡張スロット2つは近接しており、カートリッジ形状が大きな機器では物理的に干渉することから、2スロットを併用できない機器も存在する。記憶媒体としてSDメモリーカードまたはマルチメディアカードが使用可能。DISK-BASIC（SD/MMC用、ディップスイッチで切離し可能）、JIS第一水準の漢字ROM、MSX-DOS2、MSX-MUSICとSCC互換の拡張WAVE音源の機能も搭載する。SCC等の波形メモリ音源はエミュレータや非公式ソフトでも扱えるが、ユーザーが正規に扱える環境としては1chipMSXはスナッチャー並びにSDスナッチャー添付のSCCカートリッジと並ぶ数少ない存在である。等速読み書きでデータレコーダの接続も可能である。ただし、FDDを利用する場合、MSX用の物が別途必要となる。将来性を見据え、拡張用にUSBも2つ備えているが、制御ドライバが内蔵されていないため現時点ではダミーポートである。
出力はビデオ・S映像の他、VGA端子でディップスイッチの切り替えにより15kHz（実機とは同期のタイミングが異なる上、同期信号がコンポジットに切り替わる）/31kHzに対応する。キーボードはPS/2コネクタで接続する。
ハードウェアとしては、「相当する回路」が実装されているため、音源の出力など、実機とは異なる動作をすることもありものによっては、商品に書き込まれたものよりも新しいCD内のデータに更新することで改善する可能性があるほか、実機では動作するものが追加で内蔵されたデバイスや、挙動の違いにより動作しないこともある。

## MSX以外としての利用
基本的な部分がFPGAで構成されており、評価ボードとして銘打っている商品の売価は同じチップをコアとしていても1.5倍から3倍程度のため、本機は周辺インターフェイスが実装済の安価なFPGAの評価ボードとしても利用可能である。ただし、MSXとして以外の使われ方はまれである。
評価ボードとして、MSXとして機能するためのデータが付属しない互換ボードの販売も行われている。
プログラミングや改造によって回路変更を行うことで、さまざまな用途に活用したり、さらには「夢のMSX3」を自身で設計できるといった触れ込みだった。しかしチップの規模から未使用の論理ゲート数は少なく、現状から大きな拡張をするのは困難とされる。また、開発には別途パソコンが必要となる。
FPGAを書き換えてMZ-700化した例もある。有志によって、VDPを最初から書き直し、MSX2+相当にするファームウェアも開発が進行中である。